# John Hathaway
John Hathaway (ur. 1 lipca 1987 w Brighton) – angielski zawodnik MMA walczący w kategorii półśredniej. Były zawodnik UFC, aktualnie związany z organizacją Oktagon MMA. 

## Życiorys
Hathaway, który dawniej był związany z lokalną drużyną rugby Hove RFC, postanowił rozpocząć treningi mieszanych sztuk walki, inspirując się mistrzostwami Ultimate Fighting Championship. W zawodowym MMA zadebiutował 25 czerwca 2006 roku, pokonując przeciwnika przez duszenie zza pleców w pierwszej rundzie.
Obecnie trenuje w klubie London Shootfighters. Wcześniej trenował również w USA, w klubach American Top Team i 10th Planet Jiu Jitsu.

## Lista zawodowych walk w MMA
| Wynik     | Bilans | Przeciwnik (bilans przed walką) | Rozstrzygnięcie                 | Runda | Czas | Rozgrywki                                           | Data       | Miejsce             | Uwagi                                            |
| --------- | ------ | ------------------------------- | ------------------------------- | ----- | ---- | --------------------------------------------------- | ---------- | ------------------- | ------------------------------------------------ |
| Przegrana | 18-3   | Łukasz Siwiec (8-2)             | Decyzja (jednogłośna)           | 3     | 5:00 | Oktagon 44: Langer vs. Poppeck                      | 17.06.2023 | Oberhausen          | Walka rezerwowa turnieju w kategorii półśredniej |
| Wygrana   | 18-2   | André Ricardo (11-5-2)          | Decyzja (jednogłośna)           | 3     | 5:00 | Oktagon 36: Eckerlin vs. de Oliveira 2              | 15.10.2022 | Frankfurt nad Menem | Debiut w Oktagon MMA                             |
| Przegrana | 17-2   | Dong Hyun Kim (18-2-1)          | KO (obrotowy łokieć)            | 3     | 1:02 | The Ultimate Fighter China Finale: Kim vs. Hathaway | 01.04.2014 | Makau               | Main Event                                       |
| Wygrana   | 17-1   | John Maguire (18-3)             | Decyzja (jednogłośna)           | 3     | 5:00 | UFC on Fuel TV: Struve vs. Miocic                   | 29.09.2012 | Nottingham          |                                                  |
| Wygrana   | 16-1   | Pascal Krauss (10-0)            | Decyzja (jednogłośna)           | 3     | 5:00 | UFC on Fox: Diaz vs. Miller                         | 05.05.2012 | East Rutherford     |                                                  |
| Wygrana   | 15-1   | Kris McCray (5-2)               | Decyzja (niejednogłośna)        | 3     | 5:00 | UFC Fight Night: Nogueira vs. Davis                 | 26.03.2011 | Seattle             |                                                  |
| Przegrana | 14-1   | Mike Pyle (19-6-1)              | Decyzja (jednogłośna)           | 3     | 5:00 | UFC 120: Bisping vs. Akiyama                        | 16.10.2010 | Londyn              |                                                  |
| Wygrana   | 14-0   | Diego Sanchez (21-3)            | Decyzja (jednogłośna)           | 3     | 5:00 | UFC 114                                             | 29.05.2010 | Las Vegas           |                                                  |
| Wygrana   | 13-0   | Paul Taylor (10-4-1)            | Decyzja (jednogłośna)           | 3     | 5:00 | UFC 105: Couture vs. Vera                           | 14.11.2009 | Manchester          |                                                  |
| Wygrana   | 12-0   | Rick Story (7-2)                | Decyzja (jednogłośna)           | 3     | 5:00 | UFC 99: The Comeback                                | 13.06.2009 | Kolonia             |                                                  |
| Wygrana   | 11-0   | Tom Egan (4-0)                  | TKO (ciosy łokciami w parterze) | 1     | 4:36 | UFC 93: Franklin vs. Henderson                      | 17.01.2009 | Dublin              | Debiut w UFC                                     |
| Wygrana   | 10-0   | Jack Mason (6-4)                | Poddanie (ciosy)                | 1     | 2:41 | Cage Rage 28                                        | 20.09.2008 | Londyn              |                                                  |
| Wygrana   | 9-0    | Richard Griffin (2-2)           | TKO (ciosy pięściami)           | 1     | 2:41 | ZT Fight Night 12                                   | 30.08.2008 | Brighton            |                                                  |
| Wygrana   | 8-0    | Marvin Arnold Bleau (2-3)       | TKO (ciosy pięściami)           | 1     | 1:32 | Cage Rage 25                                        | 08.03.2008 | Londyn              |                                                  |
| Wygrana   | 7-0    | Tommy Maguire (3-1)             | TKO (ciosy pięściami)           | 2     | 3:17 | Cage Rage Contenders 7                              | 10.11.2007 | Londyn              |                                                  |
| Wygrana   | 6-0    | Charles Barbosa (0-0)           | Decyzja (jednogłośna)           | 3     | 5:00 | Cage Rage Contenders 6                              | 18.08.2007 | Londyn              |                                                  |
| Wygrana   | 5-0    | Tarcio Santana (2-0)            | Decyzja (jednogłośna)           | 3     | 5:00 | Cage Rage Contenders 5                              | 16.06.2007 | Londyn              |                                                  |
| Wygrana   | 4-0    | Sergei Ussanov (0-0. 1 NC)      | Poddanie (duszenie zza pleców)  | 1     | 2:08 | Cage Rage Contenders 4                              | 03.03.2007 | Londyn              |                                                  |
| Wygrana   | 3-0    | Ludovic Perez (0-0)             | Poddanie (ciosy)                | 1     | ?    | ZT Fight Night 4                                    | 04.11.2006 | Londyn              |                                                  |
| Wygrana   | 2-0    | Wesley Felix (2-0)              | TKO (ciosy pięściami)           | 2     | 1:33 | Full Contact Fight Night 3                          | 15.07.2006 | Bracknell           |                                                  |
| Wygrana   | 1-0    | Jim Morris (0-0)                | Poddanie (duszenie zza pleców)  | 1     | ?    | ZT Fight Night 2                                    | 25.06.2006 | Sussex              | Debiut w zawodowym MMA                           |